# مشکان نیوسالاورت

نقشه قفقاز

مشکان نیوسالاورت افسر نظامی ایرانی قرن پنجم بود که در زمان پادشاهی شاهنشاه ساسانی یزدگرد دوم (۴۳۸–۴۵۷ میلادی)، هنگامی که ارمنیان مسیحی در سال ۴۵۰ به رهبری واردان مامیکونیان قیام کردند، ووزورگ فرامادار (وزیر) مهر نرسه مشکان را به عنوان فرمانده نیروهای ایرانی منصوب کرد. سال بعد (۴۵۱) او در جنگ آوارایر شرکت کرد که در آن شورشیان شکست خورده و ۹ نفر از سرداران آنها از جمله واردان کشته شدند. مشکان زنده ماند، اما به شدت مجروح شد. 
الیش و لازار پارپتسی ، مورخان معاصر ارمنی، هر دو گزارش‌های متفاوتی از عواقب نبرد ارائه می‌دهند، البته با نتیجه یکسان.  به گفته الیشه، موشکان از تلفات سنگینی که ایرانیان در این نبرد متحمل شده بودند بسیار ناراحت بود و بنابراین به شاهزاده ارمنی طرفدار ایران واساک سیونی در ارمنستان اختیار تام داد.  با این حال، این منجر به خونریزی و آشوب بیشتر شد که منجر به اعتراض بسیاری از سرشناسان ارمنی و همچنین خود مشکان شد. در نتیجه، واساک به زندان افتاد و آذرهرمز به عنوان مرزبان ارمنستان انتخاب شد.  اما به گفته لازار، مشکان پس از گزارش خسارات ایرانیان به یزدگرد دوم، برکنار و به ایران بازگردانده شد، و سپس او آذرهرمز را به عنوان مرزبان ارمنستان منصوب کرد.  اندکی بعد، واساک به دلیل فریبکاری که نسبت به ارامنه داشت و باعث آشفتگی بیشتر شده بود، به زندان افتاد. 